# Nytaarsnatten
Nytaarsnatten (originaltitel Sylvester: Tragödie einer Nacht) er en tysk stumfilm fra 1924 instrueret af Lupu Pick.

## Medvirkende
- Eugen Klöpfer
- Edith Posca
- Frida Richard
- Karl Harbacher
- Julius E. Herrmann
- Rudolf Blümner